# بلندو (تازيان)
بلندو (بالفارسية: بلندو) هي قرية تقع في إيران في قسم تازيان الريفي. يقدر عدد سكانها بـ 1,008 نسمة .